# Roman Ivanovitch Bagration
Pour les articles homonymes, voir Bagration.
Prince Roman Ivanovitch Bagration (en russe : Роман Иванович Багратион), ou Roman (Révaz) Ivanis dzé Bagrationi (en géorgien : რომან (რევაზ) ივანეს ძე ბაგრატიონი), aussi appelé Roman de Bagration né en 1778 à Kiliaz, décédé le 2 mars 1834 à Tiflis est un prince russe d'origine géorgienne, de la famille des Bagrations.
Au cours des guerres napoléoniennes, il fut l'un des commandants de l'Armée impériale de Russie. Il se fit connaître surtout lors de la guerre russo-persane de 1826-1828 puis de la guerre russo-turque de 1828-1829, et fut promu lieutenant-général en 1829.

## Famille
Fils d'Ivan Alexandrovitch Bagration (1730-1795).
Le prince Roman Ivanovitch Bagration était le frère cadet du prince et major-général Piotr Ivanovitch Bagration et le père du prince Piotr Romanovitch Bagration, célèbre ingénieur métallurgiste, célèbre pour ses travaux sur la galvanoplastie et la cyanuration.

## Biographie
Issu de la lignée royale des Bagratides, le 16 avril 1790, au grade d'Uryadnik (sergent (sous-officier) dans un régiment de cosaques), Roman Ivanovitch Baagration fut inscrit au régiment de cosaques Tchougouevski (Чугуевский казачий). Il entra en service actif dans l'Armée impériale de Russie le 16 avril 1796, au grade d'enseigne (lieutenant), il fut transféré au régiment de Cosaques de Kouban, il servit sous les ordres du comte Valerian Alexandrovitch Zoubov. Il reçut son baptême du feu au cours de l'expédition de Perse en 1796 et prit part à la prise de Derbent (1796) (Daghestan). Le 25 avril 1802, au grade poroutchik (lieutenant), le prince fut incorporé au régiment de hussards de la Garde de Sa Majesté. Il participa à la guerre de la Troisième Coalition. Entre 1805 et 1807, il s'illustra au cours de la campagne d'Allemagne et de  Pologne.
En 1809, Roman Ivanovitch Bagration se porta volontaire dans l'Armée impériale russe, le prince participa à la guerre russo-turque de 1806-1812. Le 26 novembre 1810, il fut élevé au grade de colonel et le 20 janvier 1811, il reçut l'ordre de Saint-Georges (4e classe).
En 1812, affecté au cinquième régiment de hussards Alexandriski (régiment de Sa Majesté Impériale Alexandra Fiodorovna), il combattit sous les ordres du général Alexandre Petrovitch Tormassov, commandant la 3e Armée d'observation. Lors de l'invasion de la Russie par les troupes napoléoniennes, il fut engagé dans différentes batailles en Biélorussie : les batailles de bataille de Kobryn (27 juillet 1812, Brest et Gorodetchno (31 juillet 1812). Pendant la guerre de la Sixième Coalition, il s'illustra lors de la bataille de Bautzen (20 mai - 21 mai 1813), il démontra un grand courage au cours des combats, en récompense, il fut promu major-général (21 mai 1813). Entre 1813 et 1814, il s'illustra au cours des sièges de Dresde, Hambourg (mai 1813-mai 1814) et de Harburg, le 28 janvier 1814, pour ses hauts faits d'armes au cours du siège de Hambourg, il fut décoré de l'Ordre de Saint-Georges (3e classe).
Mais sa célébrité, le prince Roman Ivanovitch Bagration l'acquit pendant la guerre russo-persane (1826-1828), il joua un rôle prépondérant dans la prise d'Erevan (1827). Puis il fut engagé dans la guerre russo-turque de 1828-1829. Le 25 juin 1829, il fut promu lieutenant général.
Dans sa maison de Tblissi, le prince protégea les arts, il organisa des soirées littéraires et, en 1831, il mit en scène une pièce de théâtre Malheur de Witt d'Alexandre Sergueïevitch Griboïedov (1795-1829), dans laquelle le prince joua le rôle du colonel Skalozub.
En 1832, Roman Ivanovitch Bagration fut envoyé en mission en Abkhazie.

## Décès et inhumation
Le 2 mars 1834, le prince fut terrassé par une fièvre qui l'emporta, il fut inhumé dans l'église de Saint-David à Kisliar.

## Piotr Romanovitch Bagration
Le fils du prince Roman Ivanovitch, le lieutenant-général Piotr Romanovitch Bagration (1818-1876) devint un grand administrateur, il mena la réforme paysanne dans la province de Perm, il fut gouverneur de Tver, gouverneur-général de Courlande, de Livonie. Simultanément, il acquit une grande renommée en qualité d'ingénieur métallurgiste, il écrivit des ouvrages sur la galvanoplastie, et, en 1843, il trouva le moyen d'extraire de l'or du minerai (cyanuration). Cette méthode d'extraction fut utilisée pour la première fois en Afrique du Sud.

## Distinctions
- 20 janvier 1822 : ordre de Saint-Georges (4e classe) ;
- 21 janvier 1814 : ordre de Saint-Georges (3e classe) ;
- Ordre de Sainte-Anne (1re classe) ;
- Ordre de Saint-Vladimir (3e classe) ;
- Ordre de Saint-Jean de Jérusalem (Russie impériale) ;
- Épée d'or avec l'inscription « Pour bravoure » ;
- Ordre du Mérite (Prusse)[3].

## Carrière militaire
- 1790-1796 : régiment de cosaques Tchougouevski ;
- 1796-1802: régiment de cosaques du Kouban ;
- 1802-1812 : régiment de Hussards de la Garde de Sa Majesté
- 1812-(?) : régiment de Hussards Alexandriski

### Sources
- Dictionnaire des généraux russes, les membres ayant participé aux combats contre l'armée Napoléon Bonaparte (1812-1815)www.museum.ru